# Josep Aguilera i Martí
Josep Aguilera i Martí (Salt, 1882 – Barcelona, 1956) fou un dibuixant, retratista i pintor català. Fou reconegut com el pintor civil de Girona, republicà i antifeixista. En l'acadèmia de dibuix i pintura que tingué al carrer de la Força (Girona) s'assentà el pòsit cultural i humà d'una generació d'artistes que després protagonitzaren l'escena artística de la postguerra. Fou l'home que va marcar el ritme artístic de la ciutat i que posà els fonaments d'una escola pictòrica basada en la Girona monumental.
Va residir a Arbúcies entre 1923 i 1927 on va pintar dos quadres que forn premiats per la Reial Acadèmia Catalana de Belles Arts de Sant Jordi: La plaça major amb l'arbre de la Llibertat i Vista d'Arbúcies des del bosc de Fogueres.

## Obres destacades
- Mercat a Girona (Museu d'Art de Girona)